# 春日井順三
春日井 順三（かすがい じゅんぞう、1958年5月9日 - ）は、日本の俳優。東京都出身。
ケイプランニング芸能部所属。身長180cm。体重120kg。芸能活動は1990年代前半にデビューし、テレビドラマに多く出演している。

## 出演

### テレビドラマ
- 連続テレビ小説（NHK）
  - 「ひらり」（1992年）
  - どんど晴れ124回（2007年）
  - 「ゲゲゲの女房」（2010年）- 大竹の仲間
- 企業病棟（1994年4月、NHK）
- 水すまし（NHK）
- 金曜時代劇「十時半睡事件帖」（1994年、NHK）
- 土曜時代劇「隠密八百八町最終話・敵討ち」（2011年、NHK）- 老中
- さわやか3組（2001年、NHK）- 野本晋也の父役
- ザ・ワイドショー（1994年、日本テレビ）
- ザ・シェフ（1995年、日本テレビ）
- 御臨終（2001年、日本テレビ）
- ドラマ30（TBS）
  - 「命の旅路」（1992年）
  - 「命ささえて」（1993年）
- ジューンブライド（1995年、TBS）
- ナショナル劇場（現・パナソニック ドラマシアター）「南町奉行事件帖 怒れ!求馬」（1997年、TBS）
- 千代の富士物語（1991年、フジテレビ）
- デジタル放送実験ドラマ「結婚スクランブル」（テレビ朝日）
- 相棒 season10 第16話「宣誓」（2012年2月15日、テレビ朝日）- 2人の口論を目撃していた立ち飲み居酒屋の常連客 役
- 映画みたいな恋したい（テレビ東京）

### 映画
- 3ninjas go to japan
- Room Four
- ケイゾク
- THE SNOWS

### 舞台
- 私のカーリー
- プレイヤーズ・プレイ
- 二十日ねずみと人間
- セチュアンの善人